# طاله
طاله، روستایی از توابع بخش رودبارالموت شهرستان قزوین در استان قزوین ایران است.

## جمعیت
این روستا در دهستان الموت پایین قرار دارد و براساس سرشماری مرکز آمار ایران در سال ۱۳۸۵، جمعیت آن ۱۵ نفر (۶خانوار) بوده‌است.